# Высокий Мыс
Высокий Мыс — посёлок в сельском поселении Тундрино Сургутского района Ханты-Мансийского автономного округа — Югры (Россия).
Почтовый индекс — 628434, код ОКАТО — 71126944001.
Расположен на левом берегу Оби в 30 км к северо-западу от Нефтеюганска.

## Население
| 2010 |
| ---- |
| 408  |

## Климат
Климат резко континентальный, зима суровая, с сильными ветрами и метелями, продолжающаяся семь месяцев. Лето относительно тёплое, но быстротечное.